# Бейт, Уильям Браймадж
Уильям Браймадж Бейт (англ. William Brimage Bate; 7 октября 1826 — 9 марта 1905) — американский плантатор, рабовладелец и политик от штата Теннесси. Он участвовал в Гражданской войне на стороне Юга, командовал 2-м Теннессийским полком, а впоследствии дивизией Теннессийской армии. Он был избран 23-м губернатором штата Теннесси и прослужил два срока с 1883 по 1887 год, после чего был избран в Сенат США, где прослужил до своей смерти. На посту губернатора Бейт был популярным политиком, которому удавалось примирить конфликтующие фракции демократической партии и сохранить её единство.

## Ранние годы
Бейт родился в Бледсоуз-Лик (сейчас — Касталиан-Спрингс) в округе Самнер, штат Теннесси, в семье Джеймса Х. Бейта и Аманды Уэзерред. Он учился в сельской школе, известной как «Сельская академия». Когда ему было 15 лет, умер его отец, и он ушёл из дома в поисках работы. В конце концов его наняли клерком на пароход «Саладин» (принадлежащий Джону Бэллу), который курсировал вверх и вниз по рекам Камберленд, Огайо и Миссисипи между Нэшвиллом и Новым Орлеаном.
Пока его пароход стоял в доке в Новом Орлеане, пришло известие о начале американо-мексиканской войны, и 15 мая 1846 года Бейт завербовался в роту F 4-го Луизианского пехотного полка. 4 июня 1846 года полк прибыл в мексиканский город Ломита для усиления армии Закари Тейлора, но не смог участвовать в боевых действиях из-за нехватки снаряжения. В итоге Военный департамент велел рядовым перезаписаться на год службы или уволиться из армии, и 8000 человек выбрали увольнение, в их числе Бейт (14 августа 1846).
Бейт вернулся в Теннесси, где 2 октября 1847 года записался рядовым в роту I 3-го Теннессийского пехотного полка, которым командовал полковник Бенжамин Читем. 8 октября 1847 года полк отправился в Мексику на усиление армии Уинфилда Скотта. Бейт принял участие в наступлении Скотта на Мехико, получил звание первого лейтенанта и участвовал в осаде Веракруса, сражении при Молино-дель-Рей и штурме Мехико. Летом 1848 года полк вернулся в Теннесси и 22 июля был расформирован в Мемфисе.
После войны Бейт вернулся на свою семейную ферму в округе Самнер и основал газету демократической партии «Десятый легион» в соседнем Галлатине. В 1849 году он был избран в Палату представителей штата Теннесси. В 1852 году он получил степень юриста в Камберлендском университете в Ливане, штат Теннесси, и был принят в коллегию адвокатов. После того, как в 1854 году в конституцию штата были внесены поправки, разрешающие прямые выборы судей, Бейт был избран генеральным прокурором округа Нэшвилл.
В 1855 году Бейт участвовал в предвыборной кампании кандидата в губернаторы от демократической партии Эндрю Джонсона, а в 1860 году был членом коллегии выборщиков и голосовал за кандидата от демократической партии, Джона Брекинриджа. В 1859 году ему предложили выдвинуть свою кандидатуру от своего округа в Конгресс, но он отказался. Он был убежденным сторонником отделения в годы, предшествовавшие гражданской войне.

## Гражданская война
Когда началась Гражданская война, Бейт вступил в армию уже на второй день после обстрела форта Самтер. Он записался добровольцем во 2-й Теннессийский пехотный полк и был вскоре избран его полковником. Военный секретарь Уокер обещал предоставить полку оружие, но так как Теннесси ещё формально не вышел из состава Союза, то оружие было отправлено в Вирджинию и сам полк был послан туда же. 9 мая 1861 года полк погрузился в Нашвилле на поезда и былотправлен в Линчберг. 12 мая полк прибыл на место и был принят на службу в армию Конфедерации. Его направили в Ричмонд, затем в Северную Вирджинию, где Бейт временно принял командование бригадой, состоящей из его полка и вирджинских полков, общей численностью 3000 человек. 19 июня полк Бейта был направлен на усиление армии Борегара под Манассасом и размещён на правом фланге армии, но не успел принять участие в Первом сражении при Булл-Ран.
1 февраля 1862 года полк Бейта получил отпуск и отправился в Теннесси, после чего в марте был снова собран в Алабаме и отправлен в Коринф, где присоединён к бригаде Патрика Клейберна. В составе этой бригады Бейт участвовал в сражении при Шайло, где получил пулевое ранение ноги, сломавшее ему кости. В сражении погиб его брат, капитан Хэмфри Бейт. После выздоровления Бейт получил звание бригадного генерала и тыловую должность в Алабаме. Но он стремился к полевой службе, поэтому 23 февраля 1863 года был направлен в корпус Леонидаса Полка и принял командование бригадой Рейнса в составе дивизии Александра Стюарта. Как многие офицеры он быстро разочаровался в главнокомандующем, генерале Брэгге, и 24 марта писал сенатору Гейнсу, что генерал Джонстон превосходит Брэгга во всех отношениях. 17 июня конвент демократической партии выдвинул Бейта кандидатом в губернаторы Теннесси, но тот отказался участвовать в выборах.